# Дом, где учился С. В. Васильченко
Дом, где учился С. В. Васильченко — памятник истории местного значения в Ичне. Сейчас в здании размещается автодорожная школа.

## История
Решением исполкома Черниговского областного совета народных депутатов от 31.05.1971 № 640 присвоен статус памятник истории местного значения с охранным № 640 под названием Дом школы, где учился С. В. Васильченко (Панасенко) (1879-1932 гг.) — украинский советский писатель.  

## Описание
Дом построен в последней трети 19 века для волостной управы. Двухэтажный, каменный, прямоугольный в плане дом, с деревянной верандой. С 1880 года в здании размещалась школа. В период 1888-1895 годы здесь учился Степан Васильевич Васильченко — украинский советский писатель.
Именем поэта названа улица в Чернигове. Установлены мемориальные доски в Ичне (на доме, где родился и доме, где учился), памятник в Ичне.
В 1967 году на фасаде бывшей школы установлена мемориальная доска С. В. Васильченко (белый мрамор).